# Juan Abarca
Juan René Abarca Fuentes (* 7. Dezember 1988 in San Vicente de Tagua Tagua) ist ein chilenischer Fußballspieler. Der Abwehrspieler gewann drei Meisterschaften sowie 2011 die Copa Sudamericana.

## Karriere

### Verein
Juan Abarca kam aus der Jugend vom CD Huachipato und spielte, gemeinsam mit Alexis Delgado, ein Jahr in der zweiten Mannschaft des FC Villarreal durch eine Allianz der beiden Klubs. Zurück bei Huachipato debütierte Abarca in der Clausura 2007 gegen Universidad Católica. Anfangs noch Einwechselspieler, erkämpfte sich Abarca ab 2009 einen dauerhaften Platz in der Startelf. Im Januar 2010 folgte dann der Wechsel zu Universidad de Chile. Mit La U gewann der Defensivspieler 2011 beide Meisterschaften, der Apertura und Clausura, sowie auch Copa Sudamericana, auch wenn er in keinem Spiel im Wettbewerb auflief.
Nach diesem erfolgreichen Jahr mit La U absolvierte Abarca ein Probetraining bei Twente Enschede, jedoch sprach sich der neue Trainer Steve McClaren gegen den Chilenen aus. Es folgten Leihen zum CD Cobreloa, wo er sich in der Copa Chile verletzte, zurück zu Huachipato und ab Mitte 2013 zu den Santiago Wanderers. Dort überzeugte Abarca, allerdings auf der linken Seite und nicht wie gewohnt in der Zentrale. Als Abarca in der Zentrale eingesetzt wurde und seine Leihe verlängerte, verletzte er sich erneut.
Mitte 2015 wechselte Abarca zu San Marcos und ging Mitte 2016 zum Zweitligisten Deportes Iberia. Danach ging er ins Ausland zum mexikanischen Zweitligisten CF Atlante. Zurück in Chile unterschrieb Abarca im Juni 2018 bei San Luis de Quillota, stieg allerdings mit dem Klub am Ende der Saison 2018 als Letzter ab.
Abarca ging zu den Rangers de Talca, bei denen er zu den besten Spielern gehörte, auch wenn das Team keine gute Saison erlebte. So verstärkte er 2020 den Aufsteiger in die Primera División Universidad de Concepción. Allerdings stand am Saisonende der direkte Wiederabstieg für den Klub aus dem Süden des Landes. Abarca schloss sich im April 2021 General Velásquez aus seiner Heimatstadt San Vicente de Tagua Tagua an. Bis Mitte 2022 spielte er dort in der Segunda División und wechselte dann zu den Rangers de Talca zurück. Dort endete sein Vertrag im Dezember 2023.

### Nationalmannschaft
Juan Abarca debütierte im März 2010 unter Marcelo Bielsa für die Nationalmannschaft beim Freundschaftsspiel gegen Venezuela, nachdem er schon in der Jugend für verschiedenen Jugendnationalmannschaften gespielt hatte. Bei der U-17 Chiles war Abarca Kapitän der Mannschaft und mit der U-21 gewann er 2009 das Turnier von Toulon. Sein zweites und letztes Länderspiel absolvierte Abarca beim 1:1-Unentschieden im Freundschaftsspiel gegen die USA im Januar 2011.

## Erfolge
Universidad de Chile
- Chilenischer Meister: 2011-A, 2011-C
- Copa Sudamericana: 2011